# 马希埃琳·迪达尔
马希埃琳·迪达尔（Margielyn Didal，1999年4月19日—），菲律宾女子滑板运动员，2018年亚洲运动会女子街头金牌得主、2019年东南亚运动会女子街头和女子平地金牌得主。